# Peter Lakota
Peter Lakota, slovenski alpski smučar, * 23. november 1937, Slovenski Javornik.
Lakota je za Jugoslavijo nastopil na Zimskih olimpijskih igrah 1964 v Innsbrucku, kjer je v smuku osvojil 29., v veleslalomu 33. in v slalomu 32. mesto.